# Président élu
Pour le jeu vidéo, voir President Elect.
 (septembre 2023).
Dans les pays où la date de l'élection présidentielle ne coïncide pas avec celle de l'investiture, le président élu, également appelé au Canada président désigné ou futur président, est le vainqueur d'une élection présidentielle qui n'a pas encore pris ses fonctions, le distinguant ainsi du président sortant, encore en exercice.

## Aux États-Unis

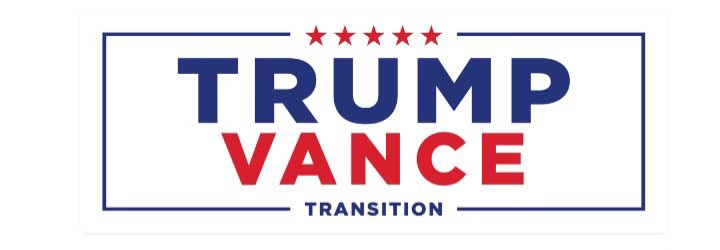
Logotype utilisé par l'équipe de transition de Donald Trump entre 2024 et 2025.

Logotype utilisé par l'équipe de transition de Joe Biden entre 2020 et 2021.

Aux États-Unis, les citoyens élisent début novembre, lors de l’Election Day, un collège électoral de grands électeurs suivant des modalités qui diffèrent d'un État à l'autre. Les grands électeurs de chaque État se réunissent en décembre pour élire formellement le président. Ces votes sont ensuite reçus par le Congrès qui se réunit début janvier pour les certifier et déclarer officiellement le vainqueur des élections. Le nouveau président entre alors en fonction le 20 janvier (Inauguration Day).
Le titre de président élu est mentionné dans le XXe amendement de la Constitution, adopté en 1933, et qui fixe au 20 janvier à midi la fin du mandat du président et le début de celui de son successeur, de même que pour le vice-président et le vice-président élu (auparavant, la passation des pouvoirs n'intervenait qu'en mars). Dans le Presidential Transition Act of 1963, qui prévoit d'accorder au président élu et au vice-président élu des moyens matériels et financiers pour qu'ils se préparent à leurs futures fonctions officielles, ces titres désignent les candidats quand ils sont considérés vainqueurs par l'administrateur chargé des élections présidentielles. Mais le terme est généralement utilisé officieusement par les médias et les personnalités politiques dès qu'un candidat est déclaré vainqueur des élections par les agences de presse, le plus souvent dans la nuit suivant l'élection.
Depuis l'élection de 2008, le président élu dispose d'une équipe de transition formalisée (en anglais : Office of the President-elect). Par convention, durant la période précédant l'inauguration, le président sortant – également désigné péjorativement lame duck – travaille avec le président élu pour assurer une transition des pouvoirs présidentiels.